# 希舍利火山
希舍利火山是俄羅斯的火山，屬於中部山脈的一部分，位於堪察加半島北部，海拔高度2,525米，火山口直徑300米，該火山估計在更新世後期至全新世前期形成。